# Walter Schimana
Walther Otto Schimana (Troppau, 12 maart 1898 - Salzburg, 12 september 1948) was een Duitse officier en SS-Gruppenführer (generaal-majoor) en Generalleutnant in de Waffen-SS en politie tijdens de Tweede Wereldoorlog. Hij was SS- und Polizeiführer (SSPF) in het bezette Rusland in 1942 en Höherer SS- und Polizeiführer (HSSPF) in het bezette Griekenland van oktober 1943. 
Schimana was verantwoordelijk voor talloze oorlogsmisdrijven en wreedheden in de bezette gebieden. Na de oorlog werd hij door de geallieerden gearresteerd en pleegde hij zelfmoord in afwachting van zijn proces.

## Leven
Walther Schimana was de zoon van de uitgever van de antisemitische krant de Alldeutsche Korrespondenz Anton Schimana (geboren 21 augustus 1868 te Chräntschowitz - 11 augustus 1910 te Wenen) en zijn vrouw Hulda Schimana (geboortenaam Labsik) (geboren 6 april 1878 te Mährisch Ostrau). Walter ging van 1904 tot 1915 naar school en volgde vijf klassen aan het gymnasium in Wenen. Na de dood van zijn vader werd zijn oom Heinrich Schimana als voogd aangesteld. 
Van 1915 tot 1918 ging Schimana naar de cadettenschool in Praag en de Theresia militaire academie in Wiener Neustadt. 

### Eerste Wereldoorlog
Na zijn afstuderen aan de militaire academie werd hij als Einjährig-Freiwilliger und Offizieranwärter (eenjarige vrijwilliger en officierskandiaat) in het Schützen-Regiment Nr. 1 ingezet. Het was een eenheid van de kaiserlich-königliche Landwehr. Als soldaat diende hij tijdens de eindfase van de oorlog. Op 15 juli 1919 werd Schimana nog bevorderd tot Fähnrich der Reserve (vaandrig in de militaire reserve).

### Interbellum
Na de oorlog behaalde hij zijn middelbareschooldiploma (Abitur) volgde hij een eenjarige opleiding aan de handelsschool in Wenen. Schimana behoorde tot meerdere vrijkorpsen ("Eisernen Division" en Westrussische Befreiungsarmee) en vocht in het Balticum. Omdat hij had deelgenomen aan de Kapp-putsch werd Schimana ontslagen uit de Reichswehr. Sinds 1921 was hij woonachtig in Duitsland en voorzag als boekhouder en bankbeambte in Danzig in zijn levensbehoefte. Van 1920 tot 1921 volgde Schimana nog een opleiding aan de hogeschool voor wereldhandel in Wenen. Als handelsbediende werkzaam in Keulen nam hij nog deel aan de separatisten gevechten in Bonn. In november 1923 nam hij ook deel aan de Bierkellerputsch, maar kreeg niet de zogenaamde ‘Bloedorde’.
Op 26 januari 1926 trouwde Schimana met Martha Ermisch (geboren 10 november 1901 te Eitorf/Rijnland). Het echtpaar kreeg drie zonen en een dochter (Walter, Winfried, Sigrun en Benno). Hun oudste zoon volgde de opleiding aan de NPEA-school. Als hoofd commerciële afdeling werkte Schimana voor de sigarettenfirma "Haus Neuerberg" in München. Op 7 december 1926 werd hij lid van de NSDAP en SA. Als voltijd SA-leider was hij belast met verschillende functies. Schimana was de commandant van de SA-Sturm 80 en de SA-Sturmbann 1/2 uit München. Na meningsverschillen met de leider van de SA-Standarte 2, Hans Rauscher, trad hij af en verliet de SA-Standarte 2. De melding van de troepenadministrateur van de SA-Trupps 26/2 (Gauting), dat er hard gewerkt werd aan de oprichting van een SS-eenheid. Een van de drijvers is Schimana. Op 2 december 1931 werd Schimana door de Stabschef van SA Ernst Röhm met onmiddellijke ingang uit zijn functie ontheven en uit de SA gesloten. Hij probeert nog meerdere malen om weer opgenomen te worden in de SA, maar werd afgewezen door Röhm. In 1932 werd Schimana toch weer opgenomen in de SA.
Van maart 1934 tot september 1983 was Schimana SA-leider voor speciaal gebruik werkzaam in de SA-Gruppe Schlesien (SA-Groep Silezië). 
In 1934 werd hij opgenomen in de Feldjägerkorps (militaire politie) van de SA. Het Feldjägerkorps werd ontbonden en ging over in de Schutzpolizei. Schimana was Hauptmann (kapitein) in Schutzpolizei van Waldenburg. In 1936 ging hij over in de Gendarmerie. Schimana ging als afgevaardigd ambtenaar in de staf van de bevelhebber van de Landespolizei in Pruisen (Berlijn) werken. Aansluitend naar de staf van de chef van de Ordnungspolizei (Berlijn).
Na de Anschluss werd Schimana toegewezen aan de staf van de hoofdcommissaris van politie in Wenen als commandant van de gemotoriseerde Gendarmerie voor Oostenrijk. Op 15 augustus 1939 stapt hij officieel over naar de Schutzstaffel (SS), en werd een maand later als commandant van de Feldgendarmerie-Abteilung 683 die in Polen, Frankrijk en het Generaal-gouvernement werd  ingezet.

### Tweede Wereldoorlog
Op 4 september 1941 werd Schimana benoemd tot SS- und Polizeiführer (SSPF) van het gebied rond Saratov. En werd later toegevoegd aan de staf van de Höherer SS- und Polizeiführer (HSSPF) voor Centraal-Rusland tot juli 1942. Hij nam aan in de achterhoede gelegen beveiligingsoperaties deel. Als waarnemend commandant van het politieregiment "midden" (gebied Kaloega) was Schimana verantwoordelijk voor de verwoesting van 103 dorpen en het doden van 4018 mensen. Hij was in deze rollen grotendeels verantwoordelijk voor de moord op duizenden partizanen en burgers. Vanaf juli 1942 was Schimana plaatsvervangend SSPF Wit-Rusland en tegelijk garnizoenscommandant van de Waffen-SS in Minsk. Daar was hij verantwoordelijk voor de vorming van de bataljons van de Schutzmannschaft (collaborerende politie).
Na de bomaanslagen van het Franse Résistance op de installaties van de Duitse bezettingsmacht in Marseille, commandeert de Reichsführer-SS Heinrich Himmler begin januari 1943 Schimana naar Frankrijk. Hij werd bij de HSSPF Karl Oberg als de nieuwe bevelhebber van de Ordnungspolizei (BdO Paris) in Frankrijk aangekondigd. Schimana’s afvaardiging was gebaseerd op zijn ‘ervaring’ in de partizanenoorlog. Himmler wilde als strafmaatregel het ondergrondse kwartier van Marseille uit de weg ruimen en van daaruit ongeveer 100.000 mensen naar concentratiekampen gedeporteerd. In het voorjaar van 1943 keerde Schimana uiteindelijk terug naar het Oostfront. 
Van maart 1943 was hij commandant van de Kampfgruppe "Schimana". En volgde een opleiding voor divisiecommandanten in Berlijn-Doberitz. Na zijn opleiding werd Schimana benoemd tot commandant van de SS-Freiwilligen-Division „Galizien“ en diende tot oktober 1943 en werd opgevolgd door de SS-Brigadeführer en Generalmajor der Waffen-SS en politie Fritz Freitag. Aansluitend volgde Schimana de HSSPF Jürgen Stroop in Griekenland op. In zijn nieuwe ambt functioneerde hij tot september 1944 als HSSPF Griekenland met zijn kantoor Athene. Als hogere SS- en politieleider in Griekenland (HSSPF) was hij plaatsvervanger van Himmler in Griekenland, maar was in de Militärverwaltung ingelijfd en ondergeschikt gesteld. Schimana werd geplaatst in de staf van de Militärbefehlshaber Griekenland Wilhelm Speidel die verantwoordelijk was voor de gehele uitvoerende macht was. Samen met de collaborerende regering van Rallis richtte hij nationale Griekse bataljons op, die de politieke tegenstanders (partizanen, communisten) van de Duitse bezetter vervolgden en een burgeroorlog ontketenden. Hij was ook verantwoordelijk voor het bestuur en de organisatie van de opgerichte straf- en interneringskampen. In zijn rol als HSSPF was Schimana medeverantwoordelijk voor de in opdracht van het Reichssicherheitshauptamt (RSHA) en uitgevoerd door de Sicherheitspolizei en de SD registratie, terreur en deportatie van Griekse Joden in het voorjaar van 1944.
In oktober 1944 na de Duitse terugtrekking, werd Schimana benoemd tot hogere SS- en politieleider Donau met zijn kantoor in Wenen en leidde hij tegelijk de SS-Oberabschnitte Donau. Hij bleef in die functie tot de Duitse capitulatie.
Aan het einde van de oorlog werd Schimana in het gebied Opper-Oostenrijk-Beieren door Amerikaanse militairen krijgsgevangen gemaakt.

## Na de oorlog
Met behulp van extreemrechtse kringen weet Schimana uiteindelijk te ontsnappen en trekt zich terug naar Opper-Beieren. Ondanks waarschuwingen van de Landespolizei werd hij door de Amerikaan gearresteerd en naar de gevangenis van Salzburg gebracht. Op 12 september 1948 pleegt Schimana tijdens zijn voorlopige hechtenis zelfmoord door verhanging.

## Carrière

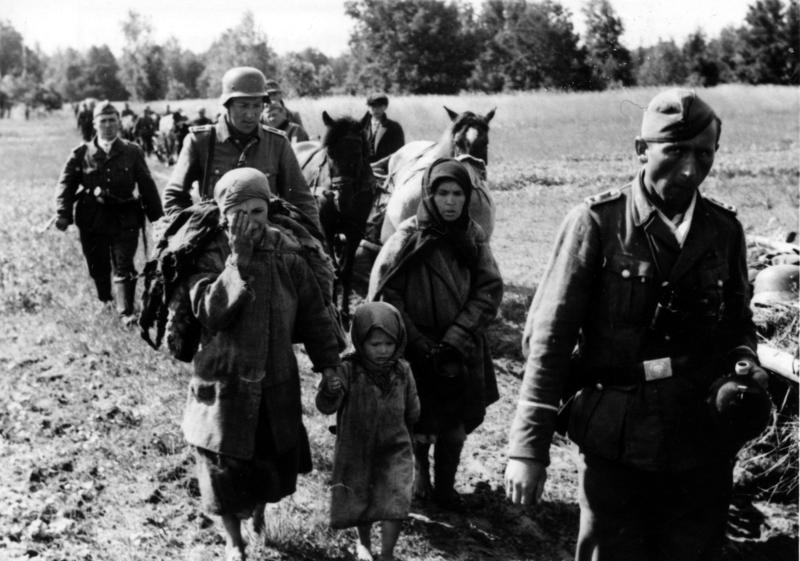
Inzet van de Kampfgruppe Schimana in Rusland. Soldaten/politieagenten voeren burgers af, zomer 1943

Schimana bekleedde verschillende rangen in zowel de Allgemeine-SS als Waffen-SS. De volgende tabel laat zien dat de bevorderingen niet synchroon liepen.
| Datums                                                                   | Oostenrijks-Hongaars leger                  | Reichswehr    | Sturmabteilung         | Allgemeine-SS       | Politie                                                | Waffen-SS                     |
| ------------------------------------------------------------------------ | ------------------------------------------- | ------------- | ---------------------- | ------------------- | ------------------------------------------------------ | ----------------------------- |
| 15 december 1918                                                         | Einjährig-Freiwilliger und Offizieranwärter | —             | —                      | —                   | —                                                      | —                             |
| 2 juni 1919                                                              | Zeitfreiwilliger                            | —             | —                      | —                   | —                                                      | —                             |
| 1919                                                                     | Einjährig-Freiwilliger-Korporal             | —             | —                      | —                   | —                                                      | —                             |
| 15 juli 1919                                                             | Fähnrich der Reserve                        | —             | —                      | —                   | —                                                      | —                             |
| 20 april 1920 (met Patent van 1 november 1918)                           | —                                           | Leutnant a.D. | —                      | —                   | —                                                      | —                             |
| 7 december 1926                                                          | —                                           | —             | SA-Mann                | —                   | —                                                      | —                             |
| 1 oktober 1929                                                           | —                                           | —             | SA-Truppführer         | —                   | —                                                      | —                             |
| 22 november 1930                                                         | —                                           | —             | SA-Sturmführer         | —                   | —                                                      | —                             |
| 10 augustus 1933                                                         | —                                           | —             | SA-Sturmbannführer     | —                   | —                                                      | —                             |
| 15 maart 1934                                                            | —                                           | —             | FJ-Sturmbannführer     | —                   | —                                                      | —                             |
| 31 maart 1935                                                            | —                                           | —             | FJ-Obersturmbannführer | —                   | —                                                      | —                             |
| 11 april 1935 (met ingang van 1 april 1935)                              | —                                           | —             | —                      | —                   | Hauptmann des Feldjägerkorps                           | —                             |
| 1 april 1936                                                             | —                                           | —             | —                      | —                   | Hauptmann der Gendarmerie                              | —                             |
| 9 november 1937 (met ingang van 1 november 1937 en RDA van 1 april 1939) | —                                           | —             | —                      | —                   | Major der Gendarmerie                                  | —                             |
| 30 januari 1938                                                          | —                                           | —             | SA-Standartenführer    | —                   | —                                                      | —                             |
| 15 augustus 1939 (met ingang van 1 juli 1939)                            | —                                           | —             | —                      | SS-Mann             | —                                                      | —                             |
| 15 augustus 1939 (met ingang van 1 juli 1939)                            | —                                           | —             | —                      | SS-Standartenführer | —                                                      | —                             |
| 1 september 1939                                                         | —                                           | —             | —                      | —                   | Major der Feldgendarmerie (Heer)                       | —                             |
| 30 oktober 1940 (met RDA van 6 oktober 1940)                             | —                                           | —             | —                      | —                   | Oberstleutnant der Gendarmerie und der Feldgendarmerie | —                             |
| 9 december 1941                                                          | —                                           | —             | —                      | —                   | Oberst der Gendarmerie                                 | —                             |
| 25 juli 1942 (met ingang van 1 juli 1942)                                | —                                           | —             | —                      | SS-Oberführer       | —                                                      | —                             |
| 9 november 1942                                                          | —                                           | —             | —                      | SS-Brigadeführer    | Generalmajor der Polizei                               | —                             |
| 15 juli 1943                                                             | —                                           | —             | —                      | —                   | —                                                      | Generalmajor der Waffen-SS    |
| 20 april 1944                                                            | —                                           | —             | —                      | SS-Gruppenführer    | —                                                      | Generalleutnant der Waffen-SS |
| 20 juni 1944 (met ingang van 1 juli 1944)                                | —                                           | —             | —                      | —                   | Generalleutnant der Polizei                            | Generalleutnant der Waffen-SS |

## Lidmaatschapsnummers
- NSDAP-nr.: 49042[15] (lid geworden 7 december[4] 1926[15])
- SS-nr.: 337753[15] (lid geworden 15 augustus 1939[4])

## Onderscheidingen
Selectie:
- Duitse Kruis in goud op 7 augustus 1943[3] als Sonderbeauftragter des Chefs der Orpo/HöSSPF Russland-Mitte[4]
- Orde van Sint-Joris (Rusland), 4e Klasse op 7 november 1919[26][4]
- Baltenkruis, 1e Klasse  op 7 november 1919[26][4]
- Gouden Ereteken van de NSDAP in 1934[26][4]

## Afkortingen
- (Höherer) SS- und Polizeiführer (HSSPF) - Hogere SS- en politieleider
- Bevelhebber der Ordnungspolizei (BdO) - vrije vertaling: Bevelhebber van de Ordepolitie
- SS- und Polizeiführer (SSPF) - SS- en politieleider
- FJ = SA-Feldjägerkorps - later opgeheven en opgenomen in het Feldjägerkorps van de Schutzpolizei